# František Jelínek (fotbalista)
František Jelínek (1946 – 20. září 2012, Česká Lípa) byl český fotbalista, obránce.

## Fotbalová kariéra
V československé lize hrál za LIAZ Jablonec. Nastoupil ve 32 ligových utkáních. Gól v lize nedal. Odchovanec Baníku Sokolov, na vojnu do Dukly Tachov nastoupil jako technický útočník, ale do Jablonce už přišel jako stoper.

## Ligová bilance
| Ročník                                   | Zápasy | Góly | Klub          |
| ---------------------------------------- | ------ | ---- | ------------- |
| 1. československá fotbalová liga 1974/75 | 11     | 0    | LIAZ Jablonec |
| 1. československá fotbalová liga 1975/76 | 21     | 0    | LIAZ Jablonec |
| CELKEM 1. liga                           | 32     | 0    |               |